# 38. pr. Kr.
◄ | 2. stoljeće pr. Kr. | 1. stoljeće pr. Kr. | 1. stoljeće | ►
◄ | 60-ih pr. Kr. | 50-ih pr. Kr. | 40-ih pr. Kr. | 30-ih pr. Kr. | 20-ih pr. Kr. | 10-ih pr. Kr. | 0-ih pr. Kr. | ►
◄◄ | ◄ | 41. pr. Kr. | 40. pr. Kr. | 39. pr. Kr. | 38 pr. Kr. | 37. pr. Kr. | 36. pr. Kr. | 35. pr. Kr. | ► | ►►
Astronomija

## Događaji
- Fraat IV. Partski ubio oca, braću i sina radi osvajanja i utvrđenja vlasti u Partskom Carstvu

## Smrti
- Orod II. Partski, vladar Partskog Carstva